# پوریا امیرشاهی
پوریا امیرشاهی، زاده ۲۷ مارس ۱۹۷۲ در شمیران (تهران) سیاستمدار فرانسوی نماینده حوزهٔ انتخابیه نهم شهروندان فرانسوی خارج فرانسه (شمال و غرب آفریقا) در مجلس ملی فرانسه و دبیر اول انجمن حقوق بشر حزب سوسیالیست فرانسه است.

## کودکی
او از پدری معمار و مادری نویسنده نزدیک به شاپور بختیار در ایران متولد شد. در ۱۹۷۷ خانوادهٔ او به فرانسه مهاجرت کردند. پدر او بعداً به ایران برگشت ولی مادرش و او در خانه‌ای برای افراد کم درآمد زندگی کردند. او در ۱۹۹۶ ملیت فرانسوی گرفت.

## هم اکنون
وی پدر دختری متولد 1995است.
از آوریل 2018 تا مارس 2019 ، مشاور  هفته نامه Politis بود . وی سپس به عنوان نامزد برای تصدی ریاست به عنوان رئیس معرفی گردید و مورد انتخاب قرار گرفت ، او هم اکنون مدیر نشر خبری تحلیلی هفته نامه politis فرانسه است .